# 9 de novembro
9 de novembro é o 313.º dia do ano no calendário gregoriano (314.º em anos bissextos). Faltam 52 dias para acabar o ano.

## Eventos históricos

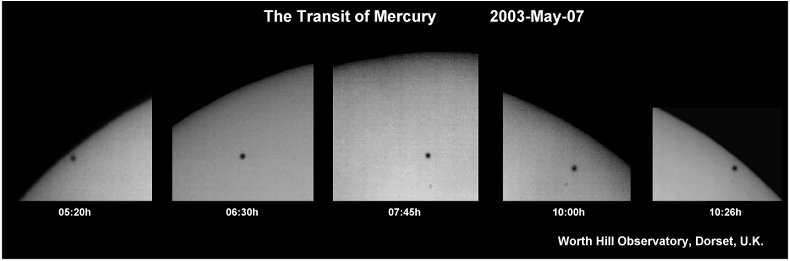
1802: Trânsito de Mercúrio

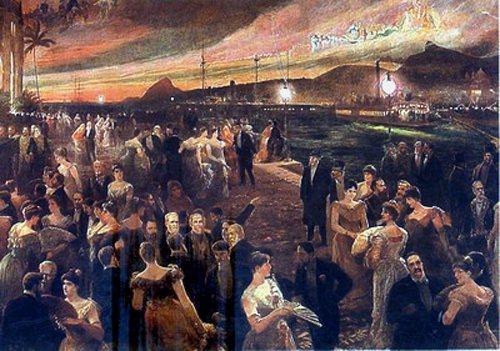
1889: Baile da Ilha Fiscal

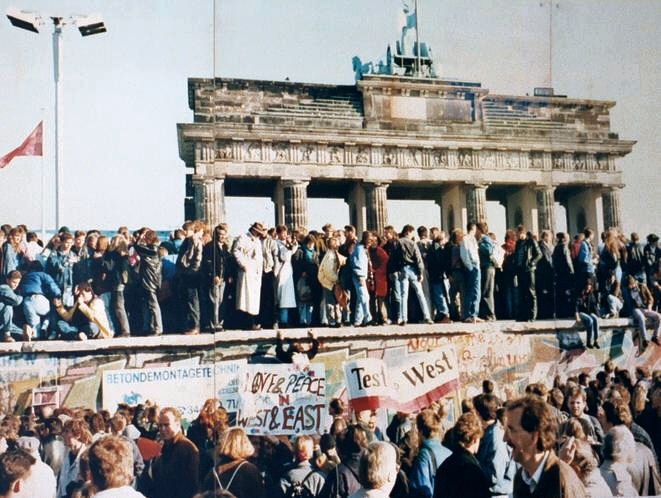
1989: Queda do Muro de Berlim

- 0694 — No XVII Concílio de Toledo, Égica, rei dos visigodos da Hispânia, acusa os judeus de ajudar muçulmanos, condenando todos os judeus à escravidão.
- 1180 — Batalha de Fujigawa: as forças de Minamoto (30 000 homens) sob o comando de Minamoto no Yoritomo derrotam Taira no Koremori durante um ataque noturno perto do rio Fuji, mas ele escapa em segurança com o exército derrotado.[1]
- 1277 — O Tratado de Aberconwy, um acordo humilhante forçado a Llywelyn ap Gruffudd pelo rei Eduardo I da Inglaterra, põe um fim temporário às Guerras Galesas.
- 1307 — O oficial dos Cavaleiros Templários Hugues de Pairaud é forçado a confessar durante os Julgamentos dos Cavaleiros Templários.
- 1313 — Luís, o Bávaro, derrota seu primo Frederico I da Áustria na Batalha de Gammelsdorf.
- 1330 — Na Batalha de Posada, Basarab I da Valáquia derrota o exército húngaro de Carlos I da Hungria.
- 1417 — Maomé VIII torna-se o 14.º rei sultão do Reino Nacérida; reinará com um interregno até 1429.
- 1456 — Ulrico II, Conde de Celje, último governante do Condado de Cilli, é assassinado em Belgrado.
- 1520 — Último dia do banho de sangue de Estocolmo.
- 1688 — Revolução Gloriosa: Guilherme de Orange captura Exeter.
- 1729 — Assinatura do Tratado de Sevilha, que põe fim à Guerra Anglo-Espanhola.
- 1732 — Fundação da Congregação do Santíssimo Redentor, em Scala, Itália.
- 1791 — Fundação em Dublin da Sociedade dos Irlandeses Unidos.
- 1799 — Napoleão Bonaparte lidera o Golpe de 18 de brumário, encerrando o governo do Diretório e se tornando o primeiro cônsul do sucessor governo do Consulado.
- 1802 — Em Callao, Alexander von Humboldt observa o trânsito do planeta Mercúrio.
- 1866 — Massacre de Arcádi: o assalto de tropas otomanas ao mosteiro de Arcádi, um reduto de rebeldes cretenses salda-se em mais de 2 000 mortos, entre os quais centenas de mulheres e crianças.
- 1867 — O Xogunato Tokugawa entrega oficialmente o poder ao Imperador Meiji, dando início à Restauração Meiji.
- 1872 — O Grande Incêndio de Boston de 1872.
- 1881 — Rebeldes mapuches atacam o assentamento chileno fortificado de Temuco.[2]
- 1889
  - Ocorre o Baile da Ilha Fiscal, o Último Baile do Império do Brasil.
  - Ruy Barbosa escreve o artigo intitulado Plano contra a Pátria que infla os ânimos em direção à Proclamação da República do Brasil.
- 1900 — A Rússia completa a ocupação da Manchúria com 100 000 soldados.[3]
- 1906 — Criação da Brazil Railway Company.
- 1907 — O Diamante Cullinan é apresentado ao rei Eduardo VII do Reino Unido em seu aniversário.
- 1913 — A Tempestade dos Grandes Lagos de 1913, o desastre natural mais destrutivo que já atingiu os lagos, atinge sua maior intensidade depois de começar dois dias antes. A tempestade destrói 19 navios e mata mais de 250 pessoas.[4]
- 1917 — A Declaração Balfour é publicada no jornal The Times.[5]
- 1918 — Cáiser Guilherme II da Alemanha abdica após a Revolução Alemã, e a Alemanha é proclamada República.
- 1919 — Gato Felix estreia em Feline Follies.
- 1923 — Fracassa o Putsch da Cervejaria, causado por Adolf Hitler e Erich Ludendorff.
- 1937 — Segunda Guerra Sino-Japonesa: o Exército Chinês se retira da Batalha de Xangai.
- 1938 — O diplomata alemão nazista Ernst vom Rath é assassinado em Paris pelo judeu polonês Herschel Grynszpan, um ato que os nazistas usaram como desculpa para instigar o pogrom nacional de 1938, também conhecido como Noite dos Cristais.
- 1940 — Varsóvia é premiada com a Ordem Virtuti Militari.
- 1945 — O Canadá é admitido como Estado-membro das Nações Unidas.
- 1953 — O Camboja se declara independente da França.
- 1960 — Robert McNamara é nomeado presidente da Ford Motor Company, sendo primeira pessoa a não ser da família Ford a ocupar esse cargo na multinacional. Um mês depois, ele renunciou para se juntar à administração do Presidente dos Estados Unidos recém-eleito John F. Kennedy.
- 1965 — Um apagão com 12 horas de duração atinge o nordeste dos Estados Unidos e parte do Canadá, afetando cerca de 30 milhões de pessoas.
- 1967 — Programa Apollo: a NASA lança a espaçonave não tripulada Apollo 4 no topo do primeiro foguete Saturno V de Cabo Kennedy, Flórida.
- 1968 — Início simbólico das obras da Ponte Rio-Niterói.
- 1972 — É fundada a Telebrás, como um monopólio no setor de telecomunicações do Brasil, pelo presidente Emílio Garrastazu Médici.
- 1979 — Guerra Fria: Alarme falso nuclear: Os computadores NORAD e o Centro de Comando Militar Nacional Alternativo em Fort Ritchie, Maryland, detectaram um suposto ataque nuclear soviético maciço. Depois de revisar os dados brutos dos satélites e verificar os radares de alerta, o alerta é cancelado.
- 1981 — A Mauritânia decreta oficialmente a proibição da prática do trabalho escravo no país. É o último país a fazê-lo.
- 1985 — Garry Kasparov, aos 22 anos, torna-se o mais jovem campeão mundial de xadrez, superando o compatriota Anatoly Karpov também em nível nacional.
- 1986 — Inaugurada a Casa do Cantador, obra de Oscar Niemeyer.
- 1989 — Queda do Muro de Berlim.
- 1994 — Descoberta do elemento químico Darmstácio.
- 1999 — O voo TAESA 725 cai após a decolagem do Aeroporto Internacional de Uruapan em Uruapan, Michoacán, México, matando todas as 18 pessoas a bordo.
- 2003 — Eclipse lunar visto nas Américas, Europa, África e Ásia Central.
- 2004 — Lançamento do navegador Mozilla Firefox 1.0.
- 2005 — A missão Venus Express da Agência Espacial Europeia é lançada do Cosmódromo de Baikonur, no Cazaquistão.
- 2014 — Um referendo é realizada na Catalunha, perguntando aos cidadãos catalães sua opinião sobre se a Catalunha deve se tornar um Estado e, em caso afirmativo, se deve ser um Estado independente.[6]
- 2020
  - Segunda Guerra de Nagorno-Karabakh: Um acordo de armistício é assinado pela Armênia, Azerbaijão e Rússia.[7]
  - Presidente peruano Martín Vizcarra é destituído do cargo por um processo de impeachment, e Manuel Merino torna-se presidente do país.[8][9]
- 2022 — A França encerra operação militar contra insurgentes islâmicos em Sahel.[10]
- 2024 — Atentado suicida à estação ferroviária de Quetta em 2024, pelo menos 32 pessoas foram mortas e outras 62 ficaram feridas.

## Nascimentos

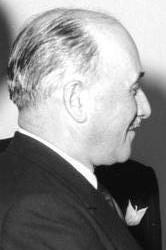
Jean Monnet

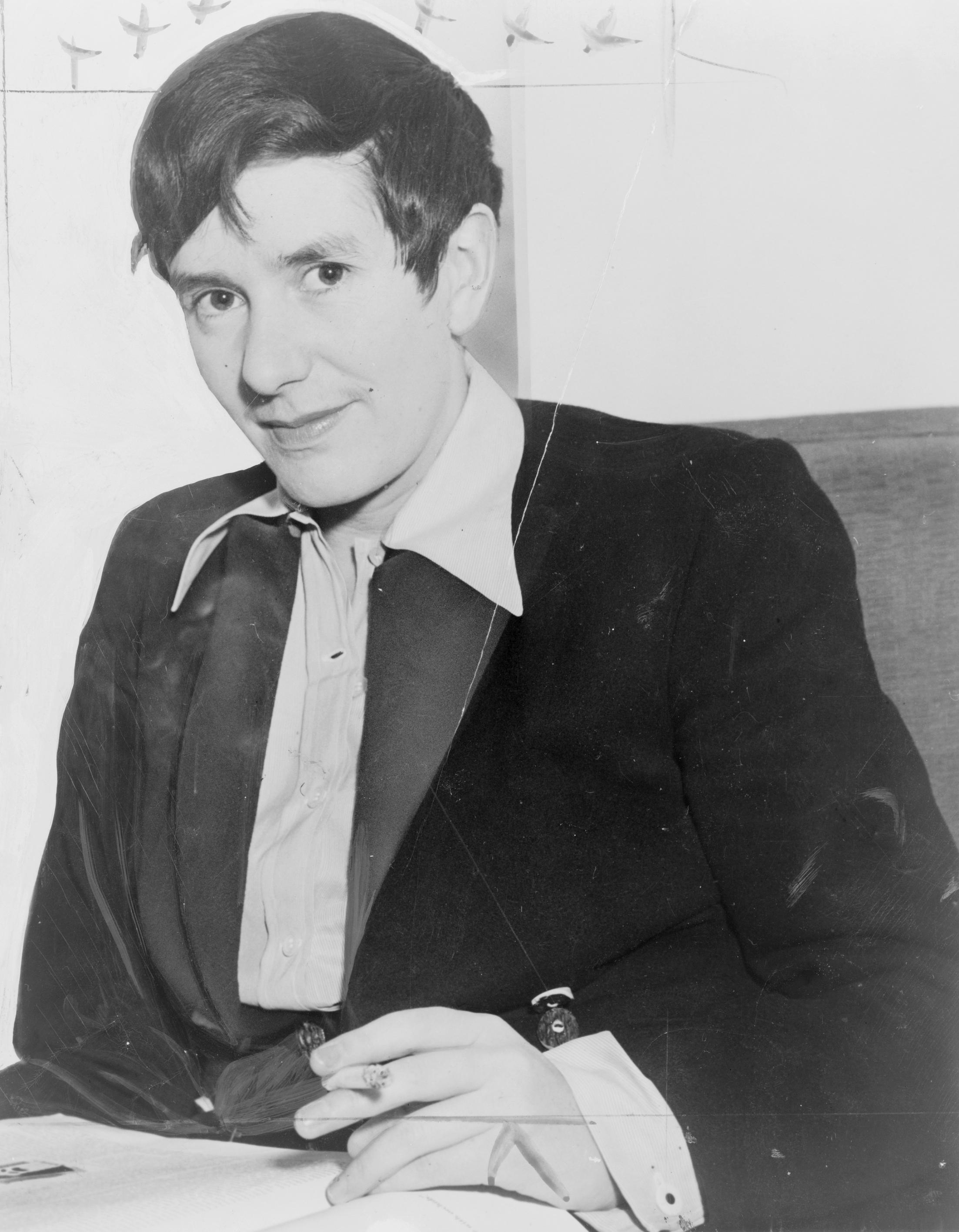
Erika Mann

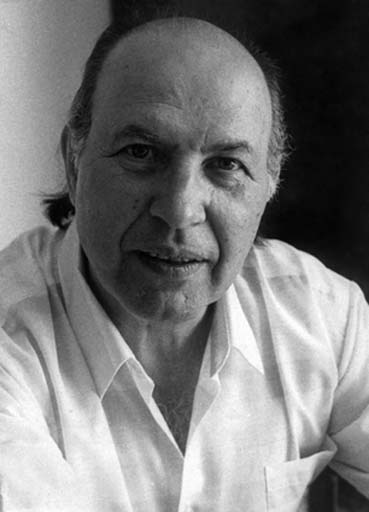
Imre Kertész

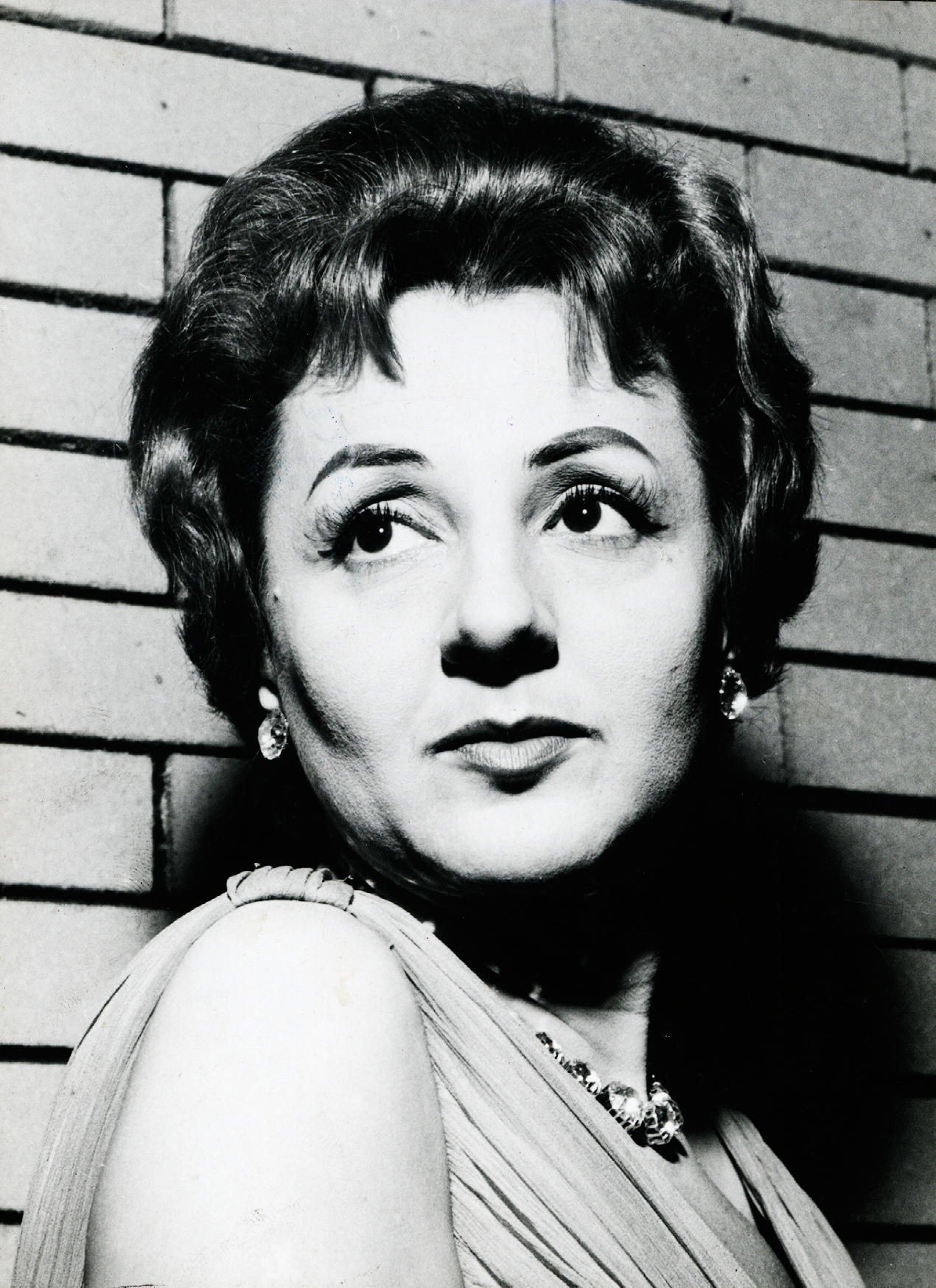
Eva Todor

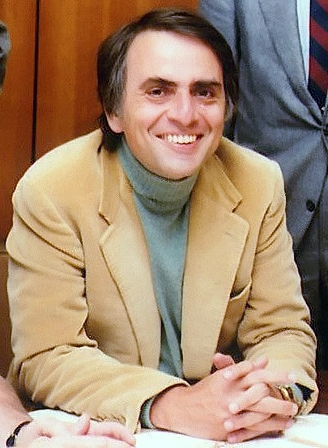
Carl Sagan

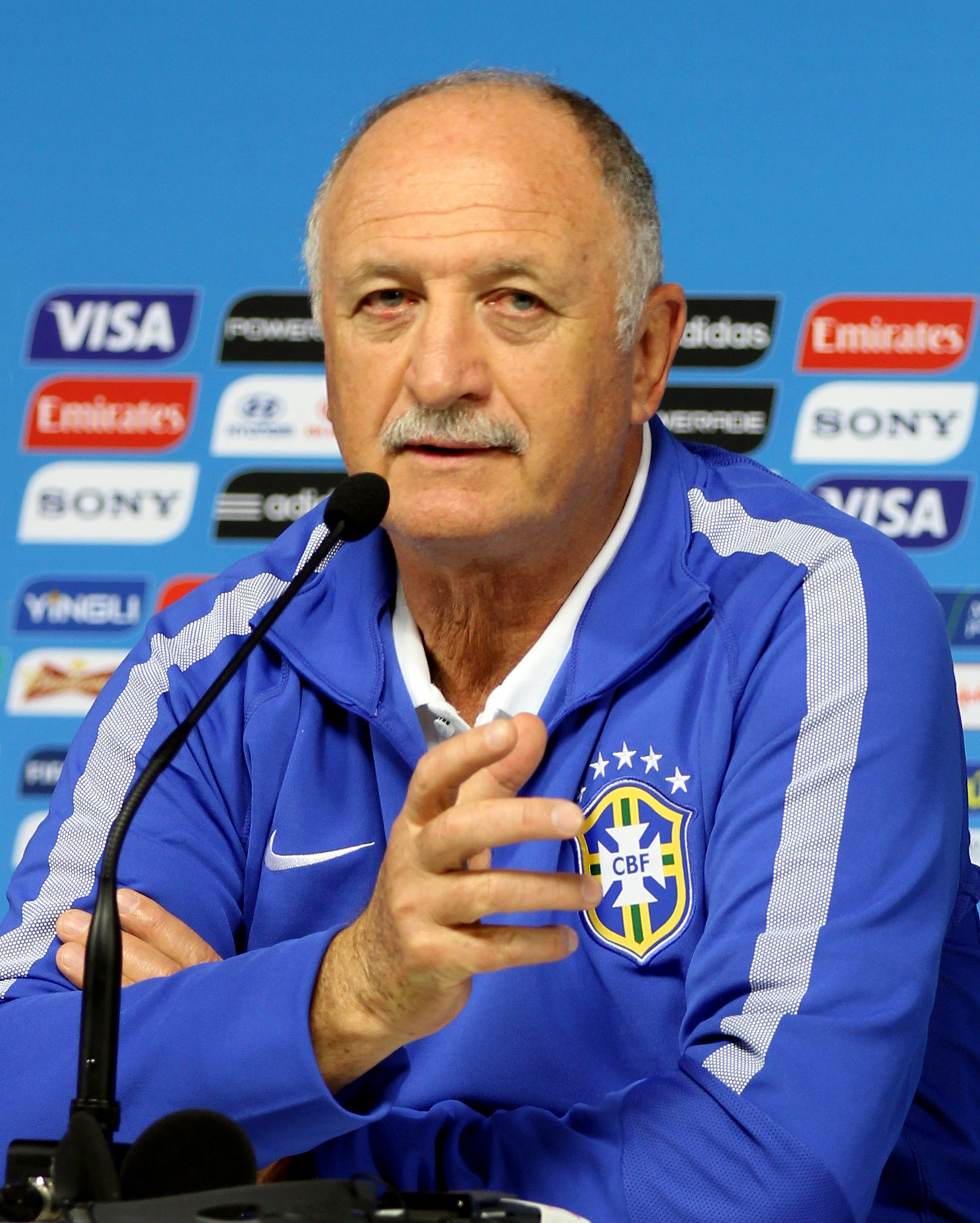
Luiz Felipe Scolari

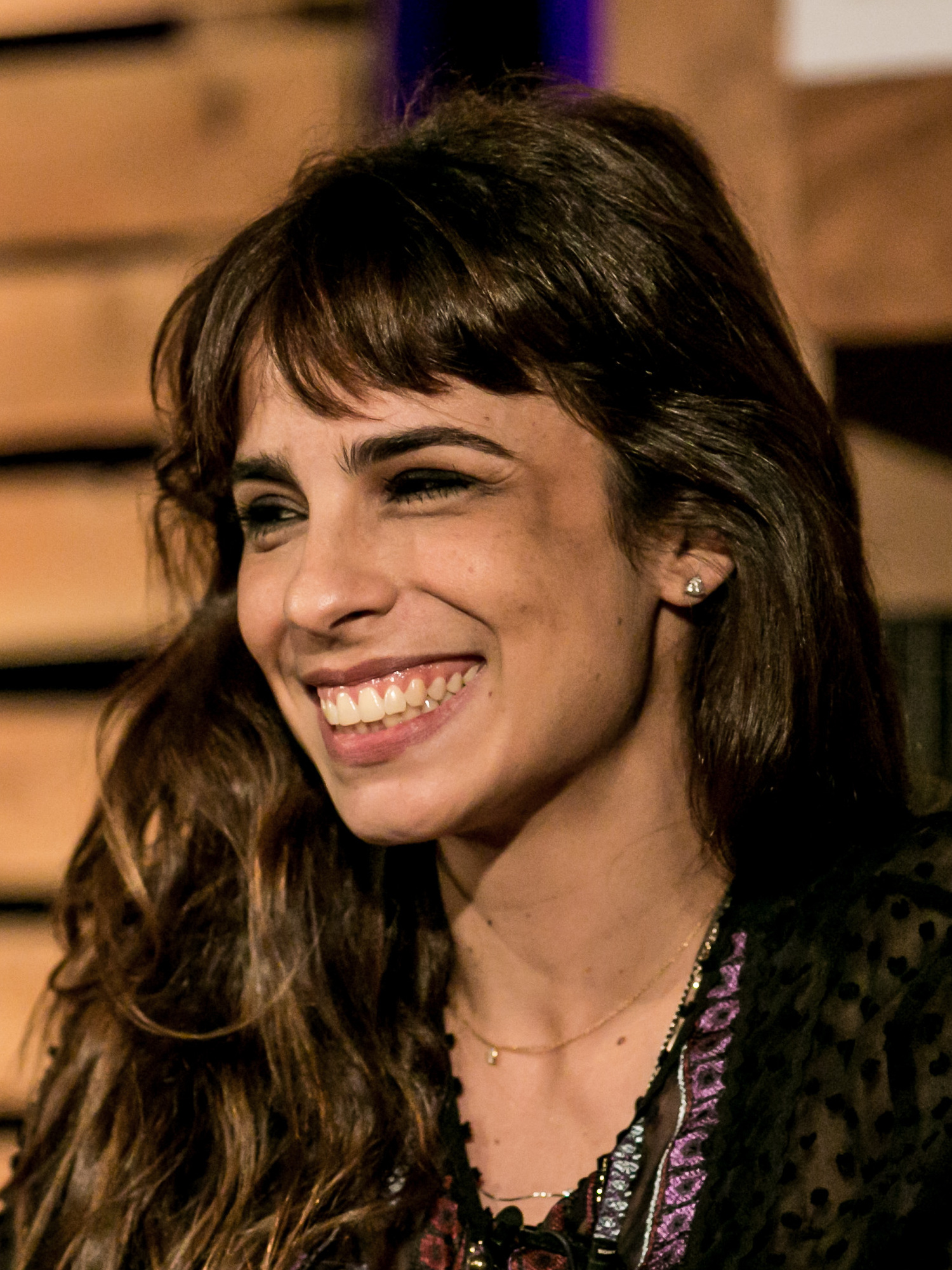
Maria Ribeiro

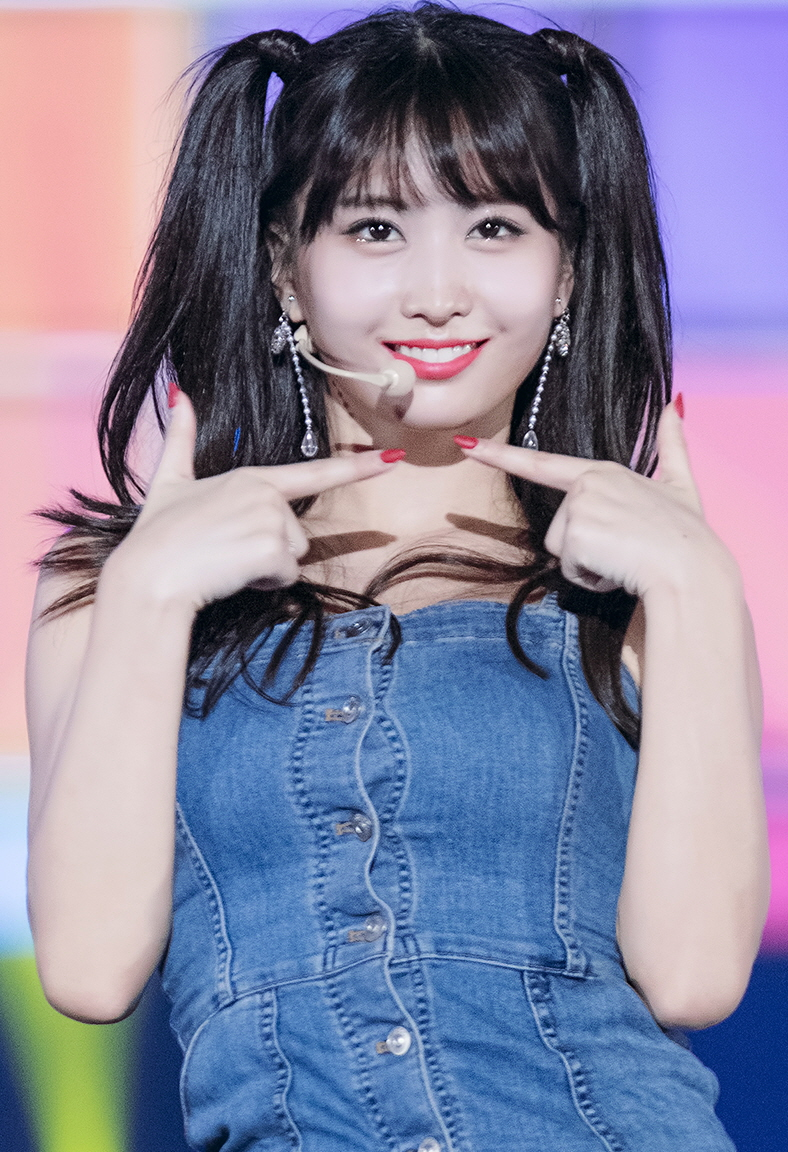
Momo Hirai

### Anterior ao século XIX
- 1389 — Isabel de Valois, rainha de Inglaterra (m. 1409).
- 1414 — Alberto III Aquiles, Eleitor de Brandemburgo (m. 1486).
- 1467 — Carlos de Egmond, duque de Gueldres (m. 1538).
- 1522 — Martin Chemnitz (pai; m 1586)
- 1670 — Pedro Mascarenhas, capitão-general da Índia (m. 1745).
- 1713 — Pedro José de Alcântara de Meneses,  marquês de Marialva, estribeiro-mor de Portugal (m. 1799),
- 1721 — Mark Akenside, físico e poeta britânico (m. 1770).
- 1731 — Benjamin Banneker, cientista, astrônomo e escritor norte-americano (m. 1806).

### Século XIX
- 1812 — Charles Duclerc, político francês (m. 1888).
- 1818 — Ivan Turgueniev, escritor russo (m. 1883).
- 1825 — A. P. Hill, militar norte-americano (m. 1865).
- 1830 — Ernesto Leopoldo, 4.º príncipe de Leiningen (m. 1904).
- 1832 — Émile Gaboriau, escritor francês (m. 1873).
- 1840 — Roberto, Duque de Chartres (m. 1910).
- 1841 — Eduardo VII do Reino Unido (m. 1910).
- 1855 — Aléxandros Zaímis, político grego (m. 1936).
- 1864 — Paul Sérusier, pintor francês (m. 1927).
- 1870 — Magnus Enckell, pintor finlandês (m. 1925).
- 1877
  - Enrico De Nicola, político italiano (m. 1959).
  - Muhammad Iqbal, filósofo, poeta e político paquistanês (m. 1938).
- 1878 — Álvaro de Castro, militar e político português (m. 1928).
- 1882 — Takenoshin Nakai, botânico japonês (m. 1952).
- 1885 — Theodor Kaluza, matemático e físico russo (m. 1954).
- 1886 — Ed Wynn, ator norte-americano (m. 1966).
- 1888 — Jean Monnet, político, diplomata e economista francês (m. 1979).
- 1890 — Grigori Kulik, militar ucraniano (m. 1950).
- 1891 — Karl Loewenstein, filósofo alemão (m. 1973).
- 1892 — Erich Auerbach, filósofo alemão (m. 1957).
- 1893 — Liam Lynch, militar irlandês (m. 1923).
- 1894 — Dietrich von Choltitz, militar alemão (m. 1966).
- 1897 — Ronald Norrish, químico britânico (m. 1978)

### Século XX

#### 1901–1950
- 1901 — Gloria Hope, atriz estadunidense (m. 1976).
- 1902 — Anthony Asquith, cineasta britânico (m. 1968).
- 1903 — Joseﬁna Plá, poetisa, dramaturga, jornalista, crítica de arte, escultora, ceramista e historiadora hispano-paraguaia (m. 1999).
- 1905
  - Abraham Adrian Albert, matemático estadunidense (m. 1972).
  - Erika Mann, produtora de teatro, dramaturga, jornalista e atriz alemã (m. 1969).
- 1906
  - Arthur Rudolph, engenheiro alemão (m. 1996).
  - Gordon Northcott, criminoso canadense (m. 1930).
- 1907 — Luís Fernando da Prússia (m. 1994).
- 1911 — Diná Silveira de Queirós, romancista, contista e cronista brasileira (m. 1982).
- 1914
  - Hedy Lamarr, atriz, produtora e cantora austro-americana (m. 2000).
  - Basil Davidson, jornalista, escritor, historiador e africanista britânico (m. 2010).
  - Alan Caillou, militar, escritor, ator e roteirista britânico (m. 2006).
- 1915 — Sargent Shriver, político, diplomata e ativista estadunidense (m. 2011).
- 1918 — Spiro Agnew, advogado e político norte-americano (m. 1996).
- 1919 — Eva Todor, atriz brasileira (m. 2017).
- 1921 — Viktor Chukarin, ginasta ucraniano (m. 1984).
- 1922
  - Dorothy Dandridge, atriz, cantora e dançarina norte-americana (m. 1965).
  - José Pinto Peixoto, geofísico e meteorologista português (m. 1996).
  - Imre Lakatos, filósofo húngaro (m. 1974).
- 1923 — Bror Mellberg, futebolista sueco (m. 2004).
- 1924 — Joy Page, atriz estadunidense (m. 2008).
- 1926
  - Rafael Lesmes, futebolista espanhol (m. 2012).
  - Luis Miguel Dominguín, toureiro espanhol (m. 1996).
- 1927 — Olavo Martins de Oliveira, futebolista brasileiro (m. 2004).
- 1928 — Anne Sexton, escritora estadunidense (m. 1974).
- 1929
  - Imre Kertész, escritor húngaro (m. 2016).
  - Kazimir Hnatow, futebolista e treinador de futebol francês (m. 2010).
- 1930 — José Águas, futebolista e treinador de futebol português (m. 2000).
- 1934
  - Carl Sagan, astrônomo e biólogo norte-americano (m. 1996).
  - Ingvar Carlsson, político e economista sueco.
- 1936
  - Mikhail Tal, enxadrista soviético (m. 1992).
  - Teddy Infuhr, ator norte-americano (m. 2007).
- 1941
  - Carlos Carvalhas, político português.
  - Tom Fogerty, músico norte-americano (m. 1990).
- 1944
  - Torquato Neto, poeta brasileiro (m. 1972).
  - Herbert Wimmer, ex-futebolista alemão.
- 1946 — Benny Mardones, cantor e compositor norte-americano (m. 2020).
- 1947
  - Robert David Hall, ator norte-americano.
  - Sérgio Guerra, economista e político brasileiro (m. 2014).
  - Jean-Marie Floch, linguista francês (m. 2001).
- 1948
  - Bille August, diretor de cinema dinamarquês.
  - Luiz Felipe Scolari, treinador de futebol brasileiro.
  - Sharon Stouder, nadadora norte-americana (m. 2013).
  - Viktor Matviyenko, futebolista e treinador de futebol ucraniano (m. 2018).
- 1950 — Flávio Arns, político brasileiro.

#### 1951–2000
- 1951
  - Lou Ferrigno, ator e fisiculturista norte-americano.
  - Dragan Pantelić, futebolista sérvio (m. 2021).
- 1952 — John Megna, ator estadunidense (m. 1995).
- 1953 — Chico Rey, cantor brasileiro (m. 2016).
- 1954
  - Mauro Aparecido dos Santos, arcebispo brasileiro (m. 2021).
  - Dietrich Thurau, ex-ciclista alemão.
- 1955 — Fernando Meirelles, diretor de cinema brasileiro.
- 1959
  - Sito Pons, ex-motociclista espanhol.
  - Guy Parmelin, político suíço.
- 1960
  - Andreas Brehme, futebolista alemão (m. 2024).
  - Fernando Gaitán, roteirista e autor de telenovelas colombiano (m. 2019).
  - Vítor Gaspar, político português.
- 1961
  - Alejandro Domínguez, ex-futebolista mexicano.
  - Jackie Kay, escritora britânica.
  - Mosese Vitolio Tui, arcebispo samoano.
- 1962 — Sergio Batista, ex-futebolista e treinador de futebol argentino.
- 1963 — Biagio Antonacci, músico italiano.
- 1964 — Robert Duncan McNeill, ator, diretor e produtor de cinema norte-americano.
- 1965
  - Bryn Terfel, baixo-barítono britânico.
  - Fábio William, jornalista brasileiro.
  - Karoline Eichhorn, atriz alemã.
  - Jorge Rodríguez Gómez, político e psiquatra venezuelano.
- 1967 — Carlos Burle, surfista brasileiro.
- 1969 — Anderson Müller, ator brasileiro.
- 1970
  - Chris Jericho, wrestler, ator e músico canadense.
  - Nelson Diebel, nadador norte-americano.
  - Scarface, rapper norte-americano.
- 1971 — Sabri Lamouchi, ex-futebolista e treinador de futebol francês.
- 1972 — Eric Dane, ator norte-americano.
- 1973
  - Zisis Vryzas, ex-futebolista grego.
  - Théodore Nzue Nguema, futebolista e treinador de futebol gabonês (m. 2022).
  - Éric Boullier, engenheiro e dirigente esportivo francês.
- 1974
  - Alessandro Del Piero, ex-futebolista italiano.
  - Joe C., rapper norte-americano (m. 2000).
  - Marcelo Elgarten, ex-jogador de vôlei brasileiro.
- 1975 — Maria Ribeiro, atriz brasileira.
- 1976 — Danzel, músico belga.
- 1977
  - Paulinho Serra, ator e humorista brasileiro.
  - Lyudmila Blonska, ex-heptatleta ucraniana.
  - Albano Bizzarri, ex-futebolista argentino.
- 1978 — Steven López, taekwondista estadunidense.
- 1979
  - Martin Taylor, ex-futebolista britânico.
  - Caroline Flack, apresentadora e atriz britânica (m. 2020).
  - Casper Ankergren, ex-futebolista dinamarquês.
- 1980
  - Dominique Maltais, ex-snowboarder canadense.
  - Vanessa Minnillo, modelo e apresentadora filipina.
  - Martín Ligüera, ex-futebolista uruguaio.
- 1981
  - Jorge Ribeiro, ex-futebolista português.
  - Jobi McAnuff, ex-futebolista jamaicano.
- 1982 — Arantxa Parra Santonja, ex-tenista espanhola.
- 1983
  - Andrey, ex-futebolista brasileiro.
  - Jennifer Ayache, cantora francesa.
  - Gabriel Tamaș, ex-futebolista romeno.
- 1984
  - Roldán Rodríguez, automobilista espanhol.
  - Delta Goodrem, cantora, pianista e atriz australiana.
  - French Montana, rapper marroquino-americano.
  - Yuan Shu-chi, arqueira taiwanesa.
- 1985 — Leandro Lima, futebolista brasileiro.
- 1986
  - Prince Tagoe, ex-futebolista ganês.
  - Paul Kingué, futebolista camaronês.
- 1987 — Jennifer Holland, atriz americana.
- 1988
  - Nikki Blonsky, atriz, cantora e compositora norte-americana.
  - Analeigh Tipton, modelo, patinadora artística e atriz norte-americana.
  - Zahara, cantora sul-africana (m. 2023).
- 1989
  - Billy Howle, ator britânico.
  - Marcus Daniell, tenista neozelandês.
- 1990
  - Romain Bardet, ciclista francês.
  - Lalawélé Atakora, futebolista togolês.
  - Nosa Igiebor, futebolista nigeriano.
- 1991 — Matheus Fernandes, cantor e compositor brasileiro.
- 1992 — Rómulo Otero, futebolista venezuelano.
- 1993 — Bianca Buitendag, surfista sul-africana.
- 1994
  - Lyrica Okano, atriz norte-americana.
  - MNEK, cantor, compositor e produtor musical britânico.
- 1995 — Oghenekaro Etebo, futebolista nigeriano.
- 1996 — Momo Hirai, cantora, compositora, modelo, coreógrafa, rapper e dançarina japonesa.
- 1997 — Matías Viña, futebolista uruguaio.
- 1998
  - Lorenzo Ferro, ator, cantor e compositor argentino.
  - Zhao Lusi, atriz chinesa.
- 1999
  - Karol Sevilla, atriz e cantora mexicana.
  - Ana Maria Marković, futebolista croata.
- 2000 — Trendon Watford, jogador de basquete norte-americano.

## Mortes

### Anterior ao século XIX
- 0959 — Constantino VII, imperador bizantino  (n. 905).
- 1148 — Ari, o Sábio, cronista e historiador islandês (n. 1067).
- 1417 — Iúçufe III de Granada  (n. 1376).
- 1770 — John Campbell, 4º Duque de Argyll (n. 1693).

### Século XIX
- 1802 — Thomas Girtin, artista britânico (n. 1775).

### Século XX
- 1918 — Guillaume Apollinaire, escritor francês (n. 1880).
- 1921 — Gyula Breyer, enxadrista húngaro (n. 1893).
- 1940 — Neville Chamberlain, político britânico (n. 1869).
- 1944 — Frank Marshall, enxadrista norte-americano (n. 1877).
- 1953 — Dylan Thomas, poeta galês (n. 1914).
- 1958 — Dorothy Canfield Fisher, escritora norte-americana (n. 1879).
- 1964 — Cecília Meireles, poetisa brasileira (n. 1901).
- 1967 — Charles Bickford, ator norte-americano (n. 1891).
- 1968 — Aristides Lobo, jornalista e militante comunista brasileiro (n. 1905).
- 1970 — Charles de Gaulle, estadista francês (n. 1890).
- 1974 — Holger Meins, guerrilheiro alemão (n. 1941).
- 1983 — Altemar Dutra, cantor brasileiro (n. 1940).
- 1985 — Marie-Georges Pascal, atriz francesa (n. 1946).
- 1987 — Alcides Malandro Histórico, poeta, compositor e intérprete brasileiro (n. 1909).
- 1993 — Stanley Myers, violonista e compositor britânico (n. 1930).
- 1997 — Helenio Herrera, futebolista e treinador de futebol argentino (n. 1910).
- 1999 — Mabel King, atriz e cantora americana (n. 1932).

### Século XXI
- 2001 — Giovanni Leone, político italiano (n. 1908).
- 2002 — Eusebio Tejera, futebolista uruguaio (n. 1922).
- 2005 — K. R. Narayanan, político indiano (n. 1920).
- 2006
  - Mario Zan, músico brasileiro (n. 1920).
  - Ed Bradley, jornalista norte-americano (n. 1941).
- 2007 — Luis Herrera Campins, historiador e político venezuelano (n. 1925).
- 2008 — Dulce Damasceno de Brito, jornalista brasileira (n. 1926).
- 2010 — Mário Anacleto, tenor português (n. 1952).
- 2013 — O. G. Rego de Carvalho, escritor brasileiro (n. 1930).
- 2015 — Ernst Fuchs, pintor austríaco (n. 1930).
- 2017 — Chuck Mosley, cantor e compositor estadunidense (n. 1959).
- 2021 — Iris Rezende, político brasileiro (n. 1933).
- 2022
  - Gal Costa, cantora e compositora brasileira (n. 1945).[11]
  - Rolando Boldrin, cantor, compositor, ator e apresentador de televisão brasileiro (n. 1936).

## Feriados e eventos cíclicos

### Internacional
- Dia da Independência do Camboja.

### Brasil
- Aniversário do município de Pires do Rio, Goiás.
- Aniversário do município de Mossoró, Rio Grande do Norte.
- Aniversário do município de Vitória da Conquista, Bahia.
- Aniversário do município de Ibaiti, Paraná.
- Aniversário do município de Quatro Barras, Paraná.
- Aniversário do município de Itaberai, Goiás.
- Aniversário do município de Landri Sales, Piauí.

### Cristianismo
- Dedicação da Basílica de São João de Latrão
- Margery Kempe
- Nossa Senhora de Almudena
- Teodoro de Amásia

## Outros calendários
- No calendário romano era o 5.º dia  (V) antes dos idos de novembro.
- No calendário litúrgico tem a letra dominical E para o dia da semana.
- No calendário gregoriano a epacta do dia é xiii.